# Литературный современник
«Литературный современник» — литературный журнал, орган Ленинградского отделения Союза писателей СССР.
Выходил с 1933 года по июнь 1941 года вместо журнала «Ленинград», выходившего в 1930—1932 годах.
В журнале впервые были напечатаны романы «Два капитана» и «Исполнение желаний» В. Каверина, «Наши знакомые» Ю. Германа, «Гулящие люди» А. Чапыгина, «Емельян Пугачёв» В. Шишкова, «Пушкин» Ю. Тынянова, пьеса Е. Шварца «Тень», публиковались переводы поэзии народов СССР, современной и классической зарубежной литературы, литературно-критические и библиографические материалы.
В 1930-е годы был самым значительным литературным изданием Ленинграда.
Ответственные редакторы:
- 1933—1936 З. Б. Лозинский;
- 1936—1940 М. Э. Козаков;
- 1940—1941 Ф. С. Князев.